# فیربنک ۶۷۲۳۵
سیارک ۶۷۲۳۵ (به انگلیسی: 67235 Fairbank، نامگذاری:2000EJ15) شصت و هفت هزار و دویست و سی و پنجمین سیارک کشف شده‌است که در ۵ مارس ۲۰۰۰ کشف شد.